# HMS Hercules (1868)
Panserskibet HMS Hercules var efterfølgeren til HMS Bellerophon, i forbedret udgave. Royal Navys chefkonstruktør E.J. Reed var nødt til at tage i betragtning, at der var fremkommet nye og kraftigere kanoner, så derfor fik Hercules både de hidtil kraftigste kanoner på et krigsskib, og et panser, der ligedes var gjort kraftigere. Hercules var det fjerde af foreløbigt fem skibe i Royal Navy med dette navn, og var opkaldt efter den græske gudesøn Herakles.

## Konstruktion
Da Hercules skulle tegnes, måtte Royal Navys chefkonstruktør E.J. Reed se i øjnene, at Krupp i Tyskland var i gang med at konstruere kanoner med projektilvægt på 300 og 600 pund, og at Admiralitetet ønskede et skib, der kunne modstå dem. Det nye panserskib fik derfor et panser på 229 mm, der kunne modstå 22,9 cm kanoner på en afstand af 900 m og mere. Hvor Bellerophon havde haft fem 22,9 cm kanoner i hver bredside, fik Hercules fire 25,4 cm kanoner i hver side, og de blev opstillet, så de yderste også havde skudmulighed forud og agterud. De nye kanoner gjorde Hercules til sin tids kraftigste krigsskib. Projektilerne havde en vægt på 400 pund, og en trænet kanonbesætning kunne afgive skud med 70 sekunders mellemrum. Foruden kanonerne i bredsiden havde Hercules en 22,9 og to 17,8 cm kanoner i både stævn og hæk, til skydning direkte for og agter.

## Tjeneste
Ved afleveringen i november 1868 indgik Hercules i den britiske Kanalflåde, og gjorde tjeneste her frem til 1874. Under Kanalflådens anløb af Gibraltar i 1871 måtte Hercules påtage sig opgaven med at trække Agincourt fri fra Pearl Rock, hvor den var gået på grund. Vædderstævnens farlighed blev vist i december 1872, da Northumberland rev sig løs af sine fortøjninger og drev ind på Hercules' stævn, hvilket gav skader på begge skibe. I 1874-75 var Hercules på værft og blev derpå flagskib for den britiske Middelhavsflåde i 1875-77. I 1877-78 lå det i Portsmouth og fik her monteret to torpedoapparater. Senere i 1878 blev Hercules flagskib for den særlige eskadre, der blev udrustet, da det trak op til krig mod Rusland. I 1879-81 var Hercules i Skotland som vagtskib på floden Clyde. I 1881-90 var Hercules flagskib for den britiske reserveflåde, og i 1892-93 blev skibet moderniseret og fik installeret hurtigtskydende kanoner og fik ved samme lejlighed sine master og rigning erstattet af militærmaster. Herefter lå Hercules i reserve i Portsmouth 1893-1904. I 1905 gik skibet til Gibraltar og blev depotskib, og hermed sluttede tjenesten som krigsskib. Navnet blev i 1905 ændret til Calcutta, og skibet blev liggende i Gibraltar til 1914, hvorefter det blev slæbt hjem til Portsmouth og blev stationært skoleskib under navnet Fishguard II. Her lå det med tag over dækket og næsten ukendeligt i forhold til det skib, der i sin tid var blevet betegnet som "Reeds mesterstykke".